# 八坂神社 (習志野市)
八坂神社（やさかじんじゃ）は、千葉県習志野市津田沼にある神社。二宮神社（船橋市三山）の兼務社で、津田沼一丁目公園の隣に位置している。

## 祭神
- 素戔嗚尊
- 宇迦之御魂命

## 由緒
埼玉県羽生より二宮村前原（現・船橋市前原西、津田沼駅の北口周辺にあたる）に移住した堀越氏が明治40年（1907年）に創建した笠間稲荷神社が当社の前身である。大正13年（1924年）、地元の人によって京都の八坂神社の分霊が合祀され、神社の名称を八坂神社と変更。以降前原と津田沼の住民から厚く崇敬され、毎年7月13～15日に開催された例祭は特に賑やかであった。
昭和50年（1975年）2月、津田沼駅北口の区画整理事業により旧鎮座地（今の津田沼パルコB館）から現在地に移転された。同56年（1981年）2月には宗教法人の認可を受けた。
平成27年（2015年）6月に創祀90周年を迎えるにあたり社殿と境内が新築・整備され、八坂神社奉賛会も組織された。

## 祭事
- 例祭（7月14日）

## 交通アクセス
- 京成松戸線新津田沼駅より徒歩2分（160m）
- JR総武線津田沼駅より徒歩7分（550m）
- 京成本線・千葉線・松戸線京成津田沼駅より徒歩12分（900m）